# 二氯乙醛
二氯乙醛是一种有机氯化合物，化学式HCCl
2CHO，和一氯乙醛、三氯乙醛一样为乙醛的氯代物。二氯乙醛常温常压下为高挥发性液体，易溶于水，且会形成对应的偕二醇：